# Вернон Коакер
Вернон Родні Коакер (англ. Vernon Rodney Coaker; нар. 17 червня 1953, Лондон, Англія) — британський політик-лейборист. Член Палати громад від округу Gedling з 1997. Він був державним міністром з питань шкіл з 2009 по 2010 і тіньовим міністром з питань Північної Ірландії з 2011 по 2013, тіньовий міністр оборони з 2013.
Він навчався у Ворвікському університеті і Політехнічному інституті Трента. Коакер працював учителем історії у Manvers Pierrepont School з 1976 по 1982, потім начальником відділу Arnold Hill School з 1982 по 1988. З 1989 по 1995 він був старшим викладачем Bramcote Park School, до 1997 року обіймав посаду заступника директора Big Wood School. Коакер входить до Національної спілки вчителів.
Одружений, має двох дітей.